# José Antonio Domínguez (político)
José Antonio Domínguez Álvarez (23 de agosto de 1960) es un político panameño que se desempeñó como ministro de Obras Públicas, diputado y legislador de la Asamblea Nacional. Es hijo del ex empresario y político Antonio Domínguez.

## Biografía
José Antonio Domínguez comenzó su carrera como ingeniero civil y luego pasó a trabajar como asesor del ministro de obras públicas. Posteriormente se convirtió en ministro de Obras Públicas desde 1993 hasta 1994. En 1999, Mireya Moscoso lo nombró para el cargo de embajador y cónsul en Taiwán. En 2013, Domínguez se postuló para presidente del Partido Panameñista pero perdió contra el exvicepresidente y presidente de la República de Panamá, Juan Carlos Varela . En 2014, Domínguez se postuló para diputado por el distrito 8-6. Fue elegido para el cargo y ocupó el cargo hasta 2019, cuando perdió la reelección. Durante su mandato como diputado tuvo una fuerte oposición a lo que hacía su partido debido a la mala gestión y corrupción en el gobierno.